# ویکتور سن یونگ
ویکتور سن یونگ (انگلیسی: Victor Sen Yung؛ ۱۸ اکتبر ۱۹۱۵ – ۱ نوامبر ۱۹۸۰) هنرپیشه اهل ایالات متحده آمریکا بود. وی بین سال‌های ۱۹۳۷ تا ۱۹۸۰ میلادی فعالیت می‌کرد.
از فیلم‌هایی که وی در آن نقش داشته‌است، می‌توان به دست چپ خدا، شکارچیان، نامه، چین، دام، شعله و نقطه فروپاشی اشاره کرد.